# جوان ماكلويد
جوان ماكلويد (بالإنجليزية: Joan MacLeod)‏ (1954، فانكوفر في كندا)؛ روائية كندية.